# 細川基経
細川 基経（ほそかわ もとつね）は、室町時代中期の守護大名。和泉半国守護。
官職は民部大輔。細川和泉下守護家4代当主。

## 出自
従来、確認されている系図では勝信（細川家文書）や久之（永源師檀紀年録）という名前であるとされてきた。しかし、岡田謙一によって本来の名前が基経であったことが判明した。和泉下守護家の通字である「久」の字が名前に使われていないことから、養子であるとされ、細川奥州家の人物であると推察されているものの、具体的な実父は不明。

## 概要
文明17年（1485年）には、和泉国で国一揆が発生したのを、細川和泉上守護の細川元有とともに鎮圧している。この際、基経は既に守護であったため、守護就任はこれ以前と推察されている。
『蔭涼軒日録』延徳元年（1489年）11月12日条によれば、先代の和泉下守護であった細川持久が、基経との不和によって出奔したという。
明応4年（1495年）には、元有と共に畠山尚順と手を結び、本家筋の細川政元と敵対したが、政元に敗れて降伏し、その家臣となった。このため、尚順とは対立するようになった。
『後慈眼院殿御記』明応9年（1500年）9月1日条によれば、神尾合戦の影響で基経と元有が自害したという。